# Stazione di Hōshakuji
La stazione di Hōshakuji (宝積寺駅?, Hōshakuji-eki) è una stazione ferroviaria situata della cittadina di Takanezawa, distretto di Shioya nella prefettura di Tochigi, ed è servita dalla linea principale Tōhoku sulla quale sono esercitati i servizi Utsunomiya e Karasuyama della JR East.

## Servizi ferroviari
East Japan Railway Company
■ Linea Utsunomiya (servizio della linea Tōhoku)
■ Linea Karasuyama (servizio)

## Struttura
La stazione è dotata di un marciapiede a isola centrale e uno laterale con tre binari passanti in superficie.
| 1 | ■ Linea Utsunomiya | per Yaita, Nasushiobara e Kuroiso            |
| 2 | ■ Linea Utsunomiya | per Utsunomiya, Oyama, Ōmiya, Akabane e Ueno |
| 3 | ■ Linea Karasuyama | per Niita, Ōgane e Karasuyama                |
| 3 | ■ Linea Karasuyama | per Utsunomiya                               |

## Stazioni adiacenti
| «                | Servizio         | »                  |
| Linea Utsunomiya | Linea Utsunomiya | Linea Utsunomiya   |
| ---------------- | ---------------- | ------------------ |
| Okamoto          | Tutti i treni    | Ujiie              |
| Linea Karasuyama |                  |                    |
| (Okamoto)        | Tutti i treni    | Shimotsuke-Hanaoka |